# Sheng Yi-ju
Sheng Yi-ju (9 december 1997) is een atleet uit Taiwan.
Op de Aziatische jeugdkampioenschappen behaalde ze in 2014 een vierde plaats bij het polsstokhoogspringen. Op de Olympische Jeugdzomerspelen nam zij deel aan de onderdelen polsstokhoogspringen en 8x100 meter estafette.
- World Athletics: 14591682